# Тихомандрицкий, Матвей Александрович
 Матвей Александрович Тихомандрицкий  (1844, Киев — 1921, Ялта) — русский математик, доктор чистой математики, заслуженный профессор математики Харьковского университета. Действительный статский советник.

## Биография
Родился в Киеве 17 (29) января 1844 года в семье математика, ординарного профессора Киевского университета Св. Владимира Александра Никитича Тихомандрицкого.
Начальное и среднее образование получил в семье, для обучения также приглашали учителей. В 1861 году поступил на физико-математический факультет Санкт-Петербургского университета, который окончил в 1866 году с золотой медалью за сочинение о параболическом интерполировании. После окончания курса в университете стал готовиться к магистерскому экзамену; 1 июля 1867 года поступил на службу воспитателем во 2-ю Санкт-Петербургскую прогимназию и с открытием в 1873 году 2-го Санкт-Петербургского реального училища получил в нём должность учителя математики. С 1875 до 1878 года преподавал математику в 5-й прогимназии. Также был сверхштатным репетитором в Институте инженеров путей сообщения (с 1876 по 1883).
В 1876 году, защитив диссертацию «О гипергеометрических рядах», получил степень магистра и с 1879 по 1883 годы, в качестве приват-доцента преподавал теорию эллиптических функций на кафедре чистой математики Санкт-Петербургского университета студентам III и IV курсов, а также начертательную геометрию I курсу университета в 1882/83 учебном году. Также в 1880—1881 годах преподавал на Высших женских курсах геометрию, тригонометрию и аналитическую геометрию.
В феврале 1883 года был избран доцентом Харьковского университета, 12 апреля утверждён в должности и в августе начал чтение лекций. Весной 1884 года был командирован за границу (Лейпциг, Берлин, Париж). Из Парижа прислал диссертацию «Обращение гиперэллиптических интегралов» и 24 ноября 1885 года был удостоен степени доктора чистой математики и 31 декабря утверждён экстраординарным профессором. с осени 1885 года он также стать читать лекции по интегральному и дифференциальному исчислению в Харьковском практическом технологическом институте.
С 1 июля 1888 года был утверждён ординарным профессором кафедры чистой математики Харьковского университета. Читал 16 курсов лекций, большинство из них было напечатано. Написанный М. А. Тихомандрицким учебник по теории вероятности Петербургская академия наук отметила премией им. В. Я. Буняковского.
Был одним из активнейших членов Харьковского математического общества, более 10 лет исполнял обязанности заместителя его председателя.
В марте 1899 года вышел в отставку, чтобы завершить работу по составлению «Систематического каталога книг фундаментальной библиотеки Императорского Харьковского университета по отделению физико-математических наук, чистых и прикладных». По мнению Тихомандрицкого, без такого издания было невозможно использование фонда библиотеки. В 1899 году за свой счёт издал каталог. Вернулся в университет сверхштатным профессором 3 июня 1900 года и в 1901 году, подготовил и издал первое продолжение «Систематического каталога…», в котором были собраны поступившие позже книги. В 1906 году Тихомандрицкий получил звание заслуженного профессора.
Участвовал во II Международном математическом конгрессе (Париж, 6-12 августа 1909).
В 1913 году из-за болезни жены переехал в Одессу, где получил должность приват-доцента кафедры математики Новороссийского университета. Преподавал аналитическую геометрию, спецкурсы по общей теории кривых и поверхностей, теорию абелевых интегралов. В 1915 году стал членом математического отделения Новороссийского общества естествоиспытателей.
В 1917 году переехал из Одессы в Крым. Участвовал в организации Таврического университета и был в нём ординарным профессором кафедры математики. Также он был одним из основателей Крымского математического общества (1919).
Член Санкт-Петербургского математического общества.
Скончался 8 февраля 1921 года в Ялте.
Был награждён орденами: Св. Станислава 2-й ст. (1886), Св. Анны 2-й ст. (1889), Св. Владимира 3-й ст. (1896).